# George Wharton James
George Wharton James (1858-1923) est un écrivain américain  prolifique, photographe et journaliste. Il a écrit plus de 40 livres et de nombreux articles, essentiellement sur la Californie et le Sud-ouest américain. 

## Biographie
George Wharton James est né dans le Lincolnshire en Angleterre. Il a été ordonné ministre des cultes méthodistes et est arrivé aux États-Unis en 1881. Il exerça dans des paroisses du Nevada et de Californie. 
En 1889, accusé par sa femme, il est poursuivi en justice pour adultère. Il eut aussi un procès pour  fraude immobilière. Défroqué, il fut plus tard rétabli en tant que révérend.
Ses écrits sont caractérisés par le romantisme, l'enthousiasme pour les grand espaces et l'idéalisation de la vie aborigène. Il eut une longue querelle avec Charles Fletcher Lummis, un autre auteur avec des intérêts régionaux semblables. La Bibliothèque D'état de Californie, l'Université de la Californie à Berkeley, l'Université du Nouveau Mexique, Le Musée du Sud-ouest à Los Angeles possèdent des collections de livres et photographies de James.

## Œuvres
- George Wharton James et Carl (illustrator) Eytel, The Wonders of the Colorado Desert, Boston, Little, Brown, and Company, 1906 (ISBN 978-1-103-73360-6 et 978-1103733613, ASIN B001ONLGSM)
- George Wharton James, Indian basketry, Henry Malkan, 1909, 271 p. (ISBN 0-486-21712-4, lire en ligne)
- George Wharton James, Indian blankets and their makers, A.C. McClurg and Co., 1914, 213 p. (ISBN 0-486-22996-3, lire en ligne)
- George Wharton James, The Old Franciscan Missions of California (Illustrated Edition), The echo library, 2009, 208 p. (ISBN 978-1-4068-2950-1)
- George Wharton James, The Lake of the Sky, The echo library, 2009, 344 p. (ISBN 978-1-4068-2952-5)
- George Wharton James, The Grand Canyon of Arizona : How to See It, The echo library, 2009 (ISBN 978-1-4068-5328-5)
- George Wharton James, In and Out of the Old Missions of California, 2003
- George Wharton James, Quit Your Worrying!, The echo library, 2009, 120 p. (ISBN 978-1-4068-5330-8)
- George Wharton James, Indian Basketry, and How to Make Indian and Other Baskets, BiblioBazaar, 2011 (ISBN 978-1-178-58712-8)
- George Wharton James, New Mexico, the land of the delight makers, The Page Company, 1929
- George Wharton James, The Legend of Tauquitch and Algoot, Forgotten Books, 2008

## Sources
- Bourdon, Roger Joseph. 1966. George Wharton James, Interpreter of the Southwest. Unpublished Ph.D. dissertation, University of California, Los Angeles.
- Roger Keith Larson|first. 1991. Controversial James: An Essay on the Life and Work of George Wharton James. The Book Club of California.
- Starr, Kevin. 1973. Americans and the California Dream, 1850-1915. Oxford University Press, New York.
- Starr, Kevin. 1985. Inventing the Dream: California through the Progressive Era. Oxford University Press, New York.
- Wild, Peter. 1990. George Wharton James. Boise State University, Boise, Idaho.